# جوناثان زونغو
جوناثان سانداي زونغو (بالفرنسية: Jonathan Sundy Zongo)‏ (مواليد 6 إبريل 1989) هو لاعب كرة قدم بوركيني. يلعب حاليًا لصالح نادي ألمريه.

## المسيرة الدولية

### الأهداف الدولية
| # | التاريخ       | الملعب                                 | الخصم    | الهدف | النتيجة | البطولة     |
| - | ------------- | -------------------------------------- | -------- | ----- | ------- | ----------- |
| 1 | 21 مايو 2014  | ملعب 4 أغسطس، واغادوغو، بوركينا فاسو   | السنغال  | 1–1   | 1–1     | مباراة ودية |
| 2 | 10 يناير 2015 | ملعب مبومبيلا، نيلسبرويت، جنوب أفريقيا | إسواتيني | 1–1   | 5–1     | مباراة ودية |
| 3 | 13 يناير 2015 | ملعب مبومبيلا، نيلسبرويت، جنوب أفريقيا | بوتسوانا | 1–0   | 2–0     | مباراة ودية |

## الإحصائيات

### النادي
آخر تحديث 9 ديسمبر 2014.
| النادي        | الموسم        | البطولة                        | الدوري | الدوري  | الكأس  | الكأس   | أخرى   | أخرى    | المجموع | المجموع |
| النادي        | الموسم        | البطولة                        | الظهور | الأهداف | الظهور | الأهداف | الظهور | الأهداف | الظهور  | الأهداف |
| ------------- | ------------- | ------------------------------ | ------ | ------- | ------ | ------- | ------ | ------- | ------- | ------- |
| ألمريه ب      | 2010–11       | الدوري الأسباني الدرجة الثالثة | 18     | 6       | —      | —       | —      | —       | 18      | 6       |
| ألمريه ب      | 2011–12       | الدوري الأسباني الدرجة الثالثة | 22     | 5       | —      | —       | —      | —       | 22      | 5       |
| ألمريه ب      | 2012–13       | الدوري الأسباني الدرجة الثالثة | 2      | 0       | —      | —       | —      | —       | 2       | 0       |
| ألمريه ب      | 2013–14       | الدوري الأسباني الدرجة الثالثة | 10     | 0       | —      | —       | —      | —       | 10      | 0       |
| ألمريه ب      | Total         | Total                          | 52     | 11      | —      | —       | —      | —       | 52      | 11      |
| ألمريه        | 2010–11       | الدوري الإسباني الدرجة الأولى  | 0      | 0       | 2      | 0       | —      | —       | 2       | 0       |
| ألمريه        | 2011–12       | الدوري الإسباني الدرجة الثانية | 14     | 2       | 1      | 0       | —      | —       | 15      | 2       |
| ألمريه        | 2012–13       | الدوري الإسباني الدرجة الثانية | 25     | 1       | 3      | 1       | 3      | 0       | 31      | 2       |
| ألمريه        | 2013–14       | الدوري الإسباني الدرجة الأولى  | 18     | 1       | 1      | 0       | —      | —       | 19      | 1       |
| ألمريه        | 2014–15       | الدوري الإسباني الدرجة الأولى  | 11     | 1       | 0      | 0       | —      | —       | 11      | 1       |
| ألمريه        | المجموع       | المجموع                        | 68     | 5       | 7      | 1       | 3      | 0       | 78      | 6       |
| المجموع الكلي | المجموع الكلي | المجموع الكلي                  | 120    | 16      | 7      | 1       | 3      | 0       | 130     | 17      |

### المنتخب
آخر تحديث 18 يناير 2015.
| بوركينا فاسو | بوركينا فاسو | بوركينا فاسو |
| السنة        | الظهور       | الأهداف      |
| ------------ | ------------ | ------------ |
| 2013         | 4            | 0            |
| 2014         | 8            | 1            |
| 2015         | 3            | 2            |
| المجموع      | 15           | 3            |

## روابط خارجية
- جوناثان زونغو على موقع قاعدة بيانات كرة القدم.إي يو (الإنجليزية)
- جوناثان زونغو على موقع ناشيونال فوتبول تيمز (الإنجليزية)
- جوناثان زونغو على موقع Soccerbase.com (لاعب) (الإنجليزية)
- جوناثان زونغو على موقع Soccerway.com (الإنجليزية)
- جوناثان زونغو على موقع عالم كرة القدم.نت (الإنجليزية)
- جوناثان زونغو على موقع AS.com (الإسبانية)